# Oliver Hoare
Oliver „Ollie“ Hoare (* 29. Januar 1997 in Sydney) ist ein australischer Leichtathlet, der im Mittel- und Langstreckenlauf an den Start geht. Aktuell ist er Inhaber der Ozeanienrekorde über 1500 Meter und über die Meile im Freien und in der Halle.

## Sportliche Laufbahn
Oliver Hoare begann 2016 ein Studium an der University of Wisconsin in den Vereinigten Staaten und wurde 2018 NCAA-Collegemeister im 1500-Meter-Lauf. 2021 siegte er in 3:33,54 min bei den USATF Grand Prix und anschließend siegte er in 3:33,19 min bei den USATF Golden Games und wurde beim British Grand Prix in Birmingham in 3:36,58 min Zweiter. Daraufhin nahm er an den Olympischen Sommerspielen in Tokio teil und belegte dort mit 3:35,79 min im Finale den elften Platz. Anschließend wurde er beim Memorial Van Damme in Brüssel in 3:33,79 min Zweiter. Im Jahr darauf gelangte er bei den Hallenweltmeisterschaften in Belgrad mit 3:34,36 min auf Rang fünf und im Mai wurde er beim British Grand Prix in 3:35,76 min Dritter. Anschließend wurde er beim Prefontaine Classic in 3:50,65 min Zweiter über die Meile, wie auch bei den Bislett Games in Oslo mit 3:47,48 min, womit er einen neuen Ozeanienrekord über diese Distanz aufstellte. Im Juli schied er bei den Weltmeisterschaften in Eugene mit 3:38,36 min im Semifinale über 1500 Meter aus und anschließend siegte er bei den Commonwealth Games in Birmingham in 3:30,12 min. Zum Saisonabschluss wurde er bei Weltklasse Zürich in 3:30,59 min Dritter.
Bei den Crosslauf-Weltmeisterschaften 2023 in Bathurst gewann er in 23:26 min gemeinsam mit Jessica Hull, Stewart McSweyn und Abbey Caldwell die Bronzemedaille in der Mixed-Staffel hinter den Teams aus Kenia und Äthiopien. Anschließend siegte er in 3:52,24 min über die Meile beim Maurie Plant Meet und stellte dann im Juni mit 3:29,41 min einen neuen Ozeanienrekord über 1500 Meter auf. Im Jahr darauf siegte er in 3:34,73 min über 1500 Meter beim USATF Los Angeles Grand Prix und siegte dann im Juli in 3:49,03 min über die Meile beim London Athletics Meet. Anschließend schied er bei den Olympischen Sommerspielen in Paris mit 3:34,00 min in der Hoffnungsrunde über 1500 Meter aus. 2025 kam er bei den Hallenweltmeisterschaften in Nanjing mit 3:42,29 min nicht über den Vorlauf über 1500 Meter hinaus.
2022 wurde Hoare australischer Meister im 1500-Meter-Lauf.

## Persönliche Bestzeiten
- 1500 Meter: 3:29,41 min, 15. Juni 2023 in Oslo (Ozeanienrekord)
  - 1500 Meter (Halle): 3:32,35 min, 13. Februar 2021 in New York City (Ozeanienrekord)
- Meile: 3:47,48 min, 16. Juni 2022 in Oslo (Ozeanienrekord)
  - Meile (Halle): 3:50,77 min, 2. März 2025 in Boston
- 3000 Meter: 8:09,93 min, 5. Dezember 2015 in Melbourne
  - 3000 Meter (Halle): 7:45,42 min, 8. Februar 2025 in New York
- 5000 Meter: 13:22,16 min, 6. März 2021 in San Juan Capistrano
  - 5000 Meter (Halle): 13:09,96 min, 4. Dezember 2021 in Boston